# FIA Alternative Energies Cup 2015
La FIA Alternative Energies Cup 2015 è stata la stagione 2015 del Campionato del mondo per auto ad energia alternativa organizzato dalla Federazione Internazionale dell'Automobile. Si è svolta dal 30 gennaio al 4 ottobre, composta di sette prove in sei Paesi.
Il polacco Artur Prusak su Toyota ha vinto il titolo piloti davanti agli italiani Massimo Liverani su Alfa Romeo e Nicola Ventura su Abarth. Il francese Thierry Benchetrit si è laureato campione del mondo copiloti, superando Guido Guerrini e Valeria Strada. La Toyota è tornata dopo tre anni a conquistare il titolo costruttori.

## Calendario e vincitori
| Gara                                            | Vincitori                                 | Veicolo    |
| ----------------------------------------------- | ----------------------------------------- | ---------- |
| Eco Snow Trophy (30–31 gennaio)                 | Nicola Ventura Guido Guerrini             | Abarth 500 |
| Rallye Montecarlo (18–22 marzo)                 | Nicola Ventura Guido Guerrini             | Abarth 500 |
| 10° Ecorally San Marino-Vaticano (15–17 maggio) | Artur Prusak Thierry Benchetrit           | Toyota     |
| VII Eco Rallye Vasco Navarro (29–31 maggio)     | Iker Torrontegui Llona Igor Casado Basabe | Toyota     |
| 4° Ecorally della Mendola (6–7 giugno)          | Artur Prusak Thierry Benchetrit           | Toyota     |
| 2nd Rally Eco Bulgaria (31 luglio – 1º agosto)  | Massimo Liverani Fulvio Ciervo            | Alfa Romeo |
| Hi-Tech Ecomobility Rally, Atene (3–4 ottobre)  | Artur Prusak Thierry Benchetrit           | Toyota     |

## Classifica piloti
| Punti | Pilota (Prime posizioni) |
| ----- | ------------------------ |
| 60    | Artur Prusak             |
| 52    | Massimo Liverani         |
| 48    | Nicola Ventura           |
| 38    | Kalin Dedikov            |
| 26    | Guido Maria Pedone       |
| 23    | Lukasz Nytko             |
| 20    | Iker Torrontegui Llona   |

## Classifica co-piloti
| Punti | Co-pilota (Prime posizioni) |
| ----- | --------------------------- |
| 60    | Thierry Benchetrit          |
| 48    | Guido Guerrini              |
| 48    | Valeria Strada              |
| 38    | Georgi Pavlov               |
| 36    | Fulvio Ciervo               |
| 20    | Igor Casado Basabe          |
| 20    | Artur Naider                |

## Classifica costruttori
| Punti | Costruttore (Prime posizioni) |
| ----- | ----------------------------- |
| 60    | Toyota                        |
| 52    | Alfa Romeo                    |
| 48    | Abarth                        |
| 38    | Great Wall                    |
| 26    | Honda                         |